# Caleb McLaughlin
Caleb Reginald McLaughlin (* 13. října 2001 Carmel, New York, USA) je americký herec. Proslavil se díky roli Lucase Sinclaira v seriálu Stranger Things.

## Filmografie

### Film
| Rok  | Název                           | Role   | Poznámky    |
| ---- | ------------------------------- | ------ | ----------- |
| 2012 | Noah Dreams of Origami Fortunes | Noah   | Krátký film |
| 2019 | High Flying Bird                | Darius |             |
| 2020 | Concrete Cowboy                 | Cole   |             |

### Televize
| Rok        | Název                                     | Role           | Poznámky                               |
| ---------- | ----------------------------------------- | -------------- | -------------------------------------- |
| 2013       | Zákon a pořádek: Útvar pro zvláštní oběti | Dítě           | Epizoda: „Born Psychopath“             |
| 2013       | Nezapomenutelný                           | Starší bratr   | Epizoda: „Nová Stovka“                 |
| 2014       | Forever                                   | Alejandro      | Epizoda: „The Pugilist Break“          |
| 2015       | What would you do?                        | sám sebe       | Série 10, epizoda 2.                   |
| 2016       | Špinaví poldové                           | Jay-Jay        | 3 epizody                              |
| 2016–dosud | Stranger Things                           | Lucas Sinclair | Hlavní postava                         |
| 2016       | Blue Bloods                               | Tony Lane      | Epizoda: „For the Community“           |
| 2017       | The New Edition Story                     | Ricky Bell     | 3 epizody                              |
| 2017       | Lip Sync Battle                           | sám sebe       | Epizoda: „The Cast of Stranger Things“ |
| 2018       | Final Space                               | mladý Gary     | Epizoda 4.                             |
| 2018       | Summer Camp Island                        | Duch (hlas)    | Epizoda: „Duch chlapce“                |

### Internet
| Rok  | Název                | Role     | Poznámky                                                             |
| ---- | -------------------- | -------- | -------------------------------------------------------------------- |
| 2019 | Brawl with the Stars | sám sebe | díl: „Brawl with the Stars“ (feat. Finn Wolfhard a Caleb McLaughlin) |

### Hudební videa
| Rok  | Název                                     | Zpěvák       |
| ---- | ----------------------------------------- | ------------ |
| 2017 | Jimmy Fallon's Golden Globes 2017 opening | Jimmy Fallon |
| 2017 | Santa's Coming For Us                     | Sia          |